# 人海戦術

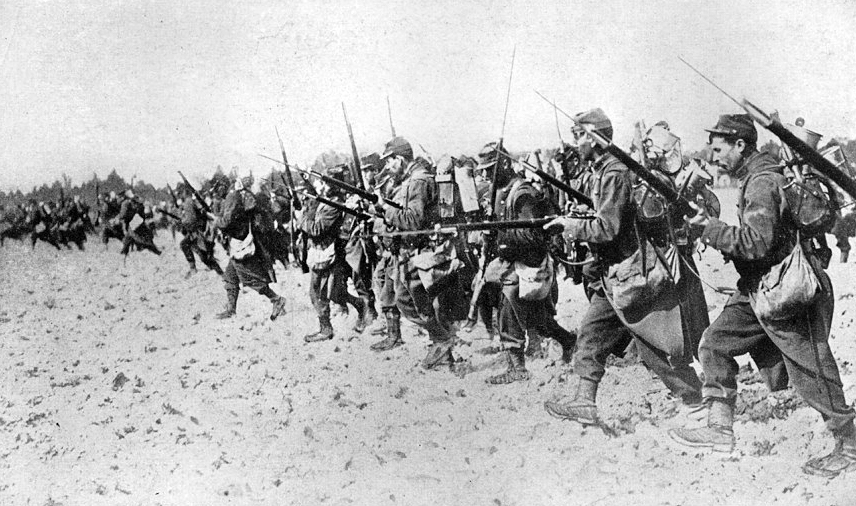
フランス軍の突撃　1913年

人海戦術（じんかいせんじゅつ、英: manpower tactics）とは、兵数の優位に物を言わせて目的を達成する戦術思想である。類似した軍事思想に飽和攻撃がある。
またビジネスやサッカー等でも引用される事があり、サッカーでは堅守速攻やカテナチオにてゴール前のディフェンス人数を多くするパーク・ザ・バス戦術等において用いられる。

## 概説
戦争における一般的な人海戦術のイメージは、端的にいえば「こちらが10万発の弾丸を持っているのに対して、あちらは10万人を上回る無防備かつ密集した兵を突撃させてきた。だから押し切られて負けた」という考えである。
この一見原始的な戦術は、朝鮮戦争における中国人民志願軍（事実上の中国人民解放軍）が運用して有名になった。
また百団大戦の各所でみられたように、堅固な陣地に対してひたすら海のように、兵隊が押し寄せる状態のことを人海戦術と捉える向きもある。

## 歴史

### 第一次世界大戦
極僅かな機関銃陣地が、多数の歩兵の正面からの突撃を撃退できることは、第一次世界大戦で明らかになった。（極端な例だと、わずか二つの機関銃陣地が５０００人の歩兵の突撃を押し返している）。以後、上記の「一般的な人海戦術の理解」で描かれた戦術が成功した例はなく、撃破された例は多数ある。かわって、この大戦で編み出された歩兵浸透戦術が、以後の歩兵攻撃の常道になった。

### 中国軍の山岳浸透戦略
1950年11月に朝鮮戦争に参加した中国の抗美援朝義勇軍は、朝鮮人民軍を追撃して北上する国連軍（アメリカ軍主体）に対し、軽装備の歩兵を山岳丘陵地帯から迂回させる戦術を大規模に適用した。夜間行軍を伴う山岳機動を大規模に実施して成功したのは、第2次大戦後、中国大陸で武装解除した日本軍将校を招聘（しょうへい）して中国人民解放軍を訓練したことにも因っている。各所で側面や後方を脅かされたアメリカ軍は、自分たちが踏み込めない山野が中国兵で埋め尽くされていると感じ、敗走に移った。数日分の食糧を携えて山野を越える中国軍の機動は、道路輸送に完全に依存していた国連軍にとって予想外であり、戦略的奇襲となり、これは「人海戦術」としてアメリカで知られるようになった。
追撃が一段落してから、1951年2月に中国軍は再び攻勢に出て、初期の浸透には成功した。しかし、取り残された防御陣地を潰す際に、結局は歩兵による正面突撃、すなわち一般的な理解での「人海戦術」を採ることになり、機関銃等の重火器を備えていた国連軍の前に甚大な損害を蒙って（こうむって）失敗した。中でもM2重機関銃を4基搭載したアメリカのM16対空自走砲は掃討において大いに威力を発揮した事から「ミートチョッパー（挽肉製造器）」の異名で呼ばれた。
中国軍の伝統的なドクトリンは、国土防衛に重点を置いており、兵力の優位はまず自国の防衛を利するものとしている。近年の軍備近代化は攻撃能力向上を目指しているが、それはもっぱら質の向上に基づくものである。

### 中国軍の戦略としての人海戦術
中国国民党は、中国共産党軍が平民を人間の盾として、国民党軍陣地につき出しているとして「人海戦術」と呼んだ。そもそも漢字での「人海戦術」という一連の用語は、毛沢東の造語であるとの説もある。毛沢東が豪語したように、「人民の海に敵軍を埋葬する」ことが戦略としての人海戦術である。具体的には日本軍を点と線に封じ込め、その周囲を積極的な浸透工作によって獲得した敵性の住民の住む領域で包囲することである。こうした敵性の地域が広がれば、軍の遊撃、ゲリラ戦なども容易になり、追撃されても分散と逃亡も容易になる。このため日中戦争は第二次国共合作以降、非対称戦争の様相を呈し始めた。
現在も人民戦争理論に基づき、人民公社単位で中国民兵を編制した体制を維持している。外国の攻撃があった場合、人民公社単位、村単位で民兵が抵抗し、正規軍が反撃を行うが、中越戦争で古典的な人海戦術は限界を見せた事により、中国人民解放軍も近代的なドクトリンで修正するようになった。
ビジネス等においても中国人は人海戦術を用いる事が多いとされている。

### ロシアのウクライナ侵攻
2022年ロシアのウクライナ侵攻では、徐々にロシア軍は手詰まりとなり、2023年以降は多くの歩兵を犠牲にしながら前進を続ける作戦に切り替えた。戦場では「肉ひき機」と表現される激しい消耗戦が展開されたが、結果的にアウディーイウカの戦いでは、2024年に入るとウクライナ軍を圧倒するようになり撤退を引き出した。
ロシアは、2024年に始まったウクライナによるクルスク州への侵攻において、対抗手段として北朝鮮から派遣された兵士を最前線に大量投入。同年12月下旬には、一週間で約1000人が死傷したと推計される激しい消耗戦が展開された。